# Salvador Martínez Cubells
Salvador Martínez Cubells (Valencia, 9 de noviembre de 1845-Madrid, 21 de enero de 1914) fue un pintor y restaurador de pinturas español. Se especializó en el género histórico y el costumbrista.

## Biografía

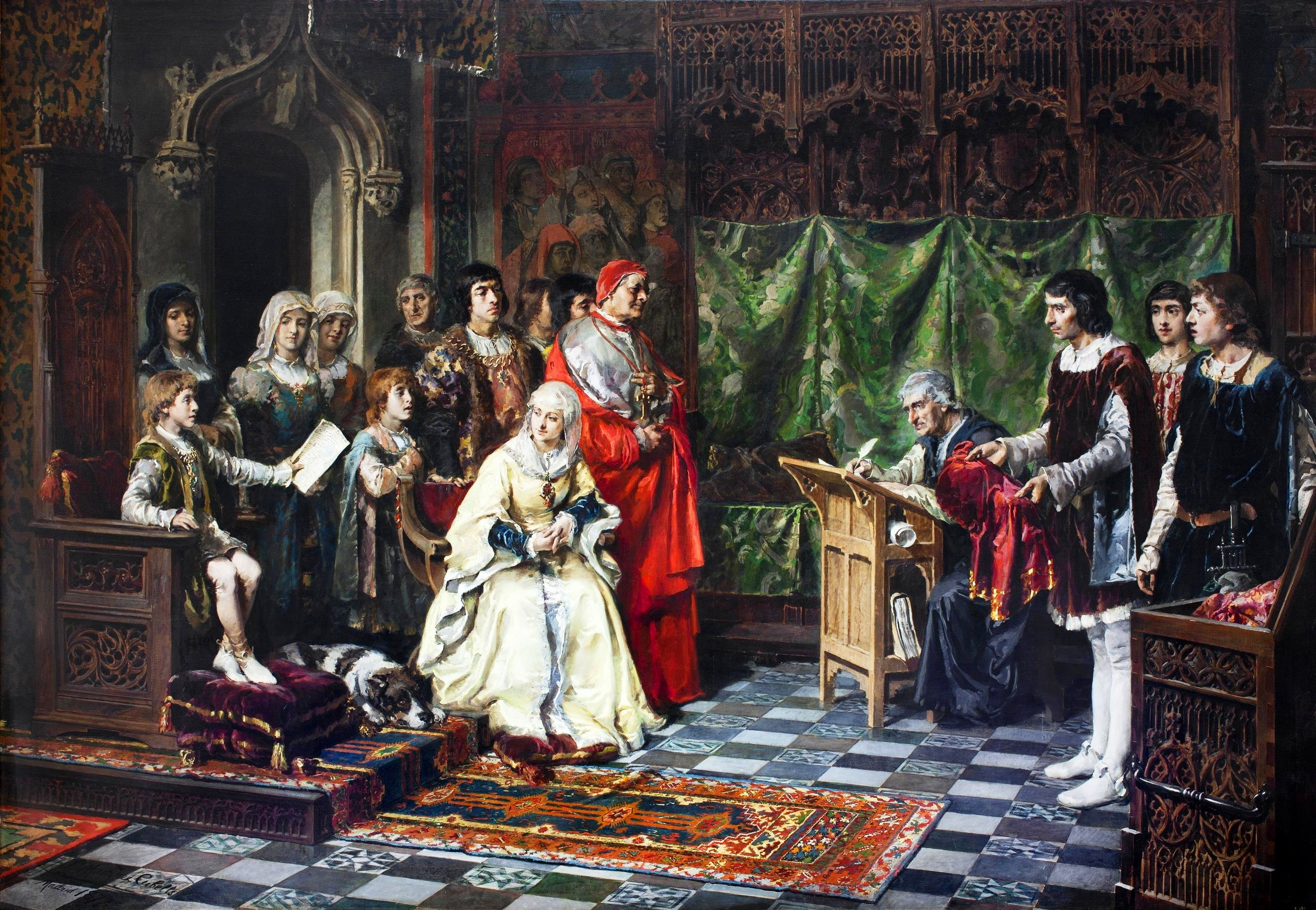
Educación del príncipe don Juan, 1877

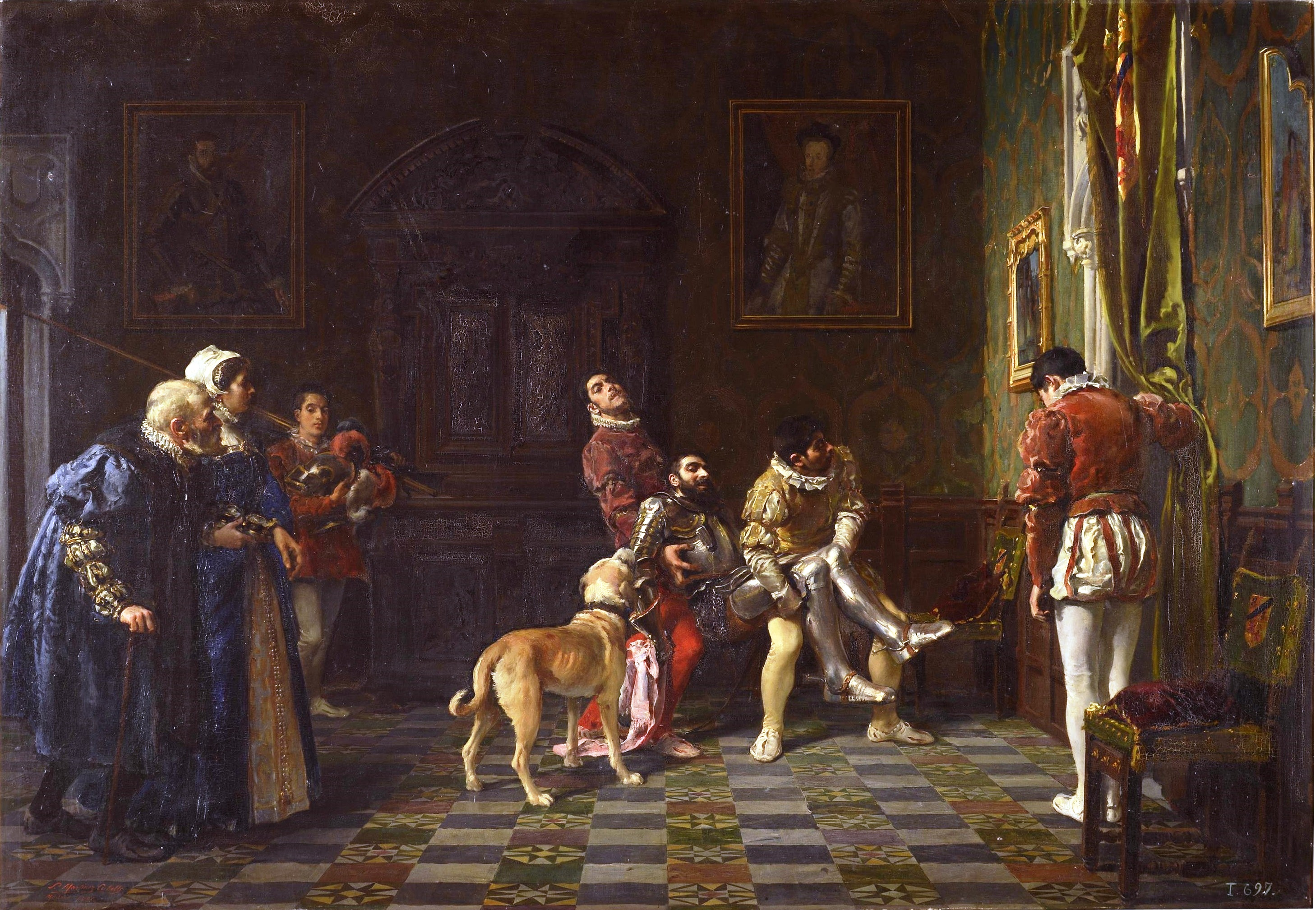
La vuelta del torneo, 1881.

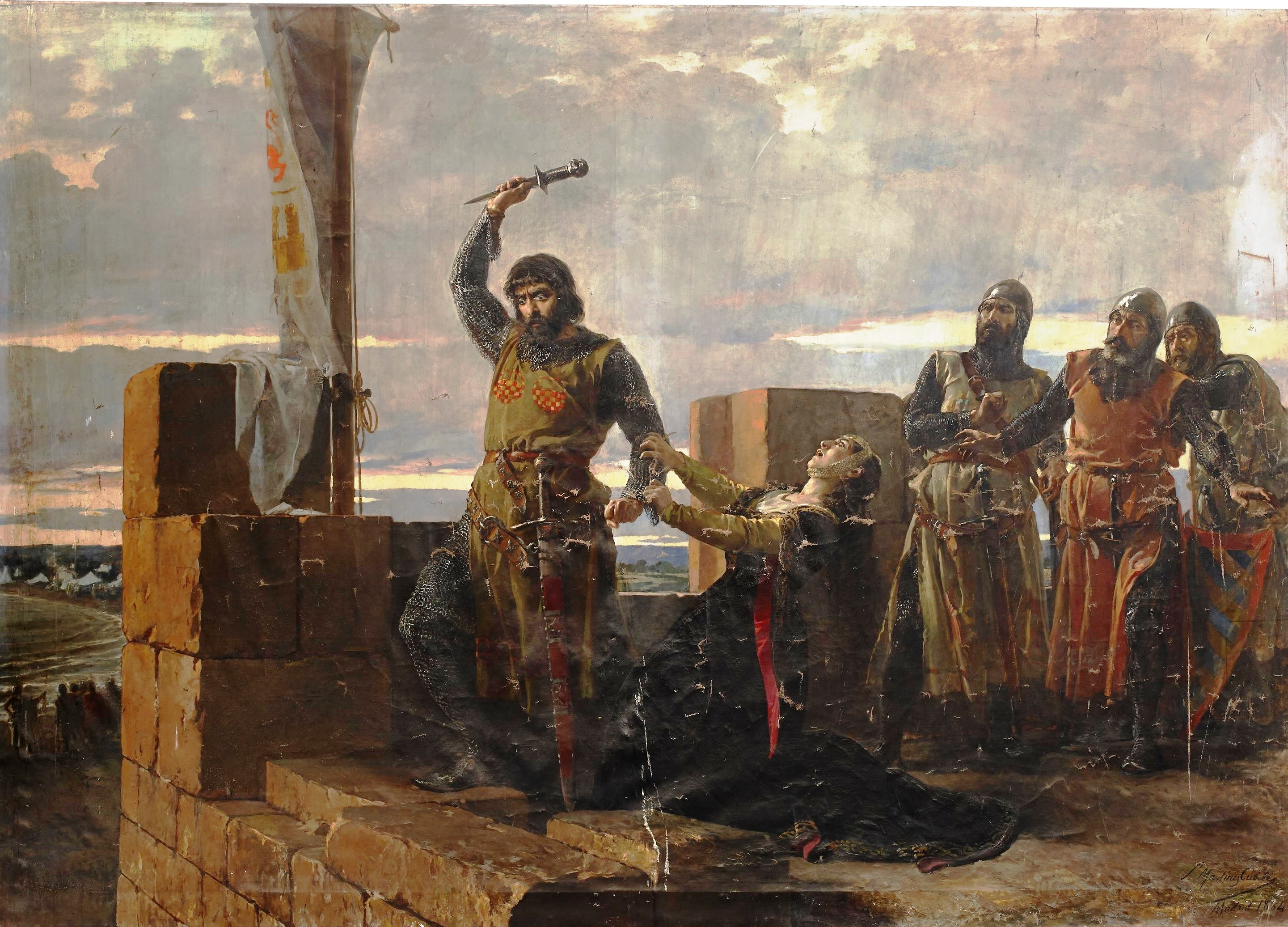
Guzmán el Bueno arrojando su daga en el cerco de Tarifa

### Inicios artísticos
Su primer maestro fue su padre, el también pintor Francisco Martínez Yago. Entre sus primeras obras realizó algunas como Baile de labradores y La visita del novio, la primera fue presentada a la Exposición Nacional de 1864. Hacia 1867 remitió el lienzo titulado Los Carvajales, que compró el conde de Pinohermoso, que, según parece, también le encargó el cuadro titulado La herida de don Jaime en la conquista de Valencia, que presentó a la Exposición Aragonesa de 1868. Pero de su primera etapa principalmente destacan obras como La vuelta del torneo que se conserva en el Museo de Bellas Artes de Valencia o Guzmán el Bueno arrojando su daga en el cerco de Tarifa.

### Madurez y reconocimientos
Participó en las Exposiciones Nacionales de Bellas Artes de forma ininterrumpida entre 1864 y 1889, a las que remitió un total de sesenta cuadros.
En las Exposiciones Nacionales de Bellas Artes fue galardonado con:
- Tercera medalla en 1871.
- Segunda medalla en 1876.
- Primera medalla en 1878 y 1887.

También añádesele que obtuvo medalla de oro en la Exposición Internacional de Múnich de 1909.
Fue miembro de la Academia de San Fernando y ejerció como profesor de la Escuela de Artes y Oficios de Madrid.
También fue miembro de la Asociación de Escritores y Artistas Españoles.

### Condecoraciones
Entre las distinciones que recibió destacaron:
- Caballero gran cruz de la Orden de Isabel la Católica.
- Comendador de la Orden de Carlos III.
- El nombramiento de caballero de San Miguel.
- La medalla a las Bellas Artes.

### Labor como retratista y restaurador
Se dedicó al retrato, alcanzando fama entre la aristocracia madrileña. Recibió diversos galardones con sus óleos, entre los que destacan La educación del príncipe Juan de 1878 y Doña Inés de Castro, pintado en 1887. Martínez se dedicó también a la restauración de obras de arte, llegando a ser considerado como el mayor experto en pintura de la época. En 1869 se convirtió en el primer restaurador del Museo del Prado, estando inicialmente bajo la dirección de Antonio Gisbert. Siguió ejerciendo su cargo durante veintiséis años, hasta 1895, también bajo los mandatos de Francisco Sans Cabot y Federico de Madrazo. Destacó tanto en la restauración de obras que incluso creó una escuela de restauradores, que tuvo vigencia hasta principios del siglo XX. 
Entre las restauraciones que realizó destaca la del lienzo de Murillo San Antonio de Padua, o las de algunos cuadros de El Greco.

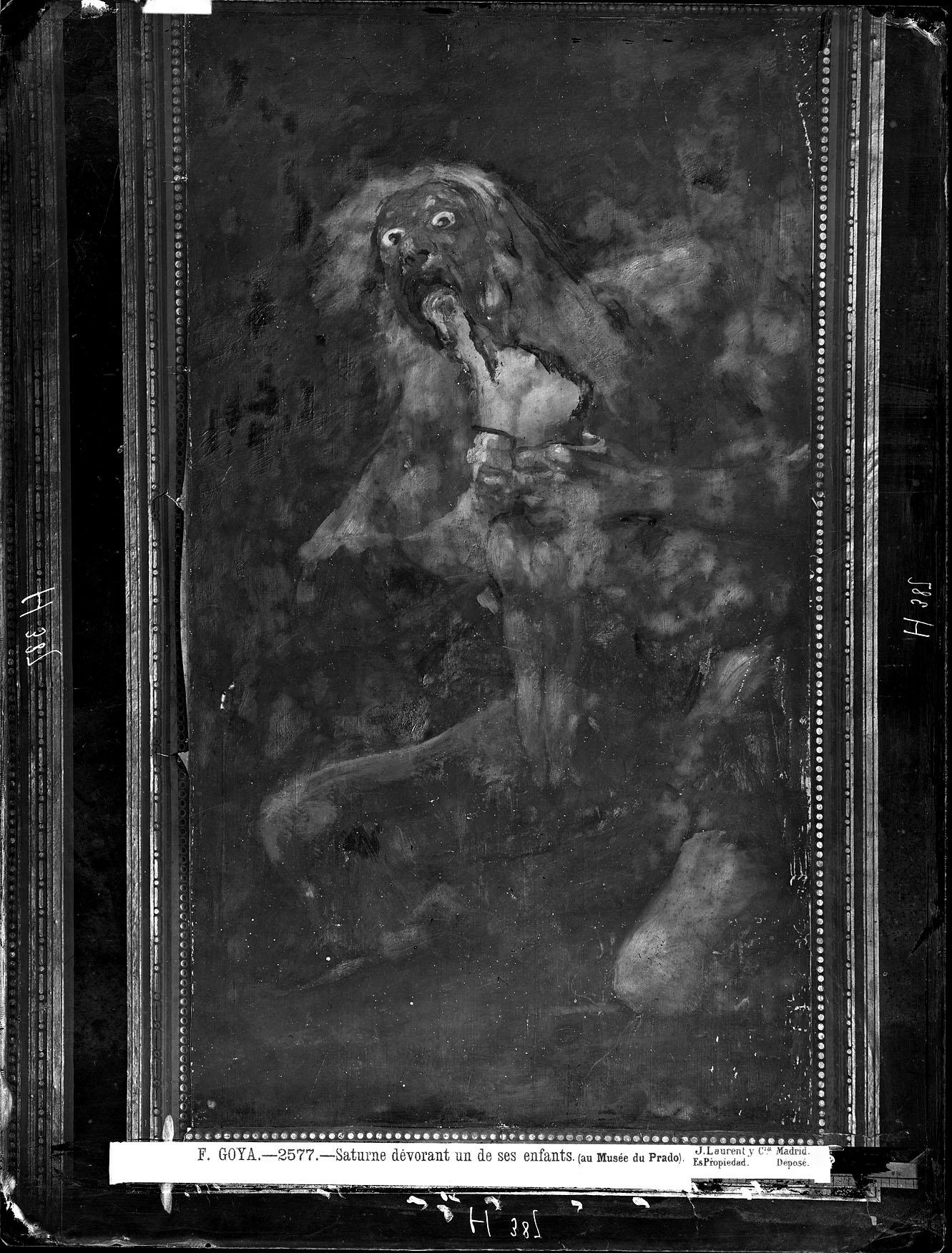
Pintura mural Saturno devorando a un hijo, en la Quinta de Goya, en 1874, poco antes de su traslado a lienzo por Martínez Cubells. Fotografía de J. Laurent.

Especialmente hay que resaltar que se encargó de trasladar a lienzo las 14 Pinturas negras de Francisco de Goya que se encontraban en las paredes de la Quinta del Sordo. Su arranque lo efectuó a partir del año 1874, en un lento proceso. En 1875 ya había conseguido trasladar cuatro pinturas, entre ellas El aquelarre, que la prensa madrileña describió como "Asamblea de brujos y brujas".
El arranque de las pinturas de la Quinta de Goya fue un encargo del entonces propietario de la casa: el barón de Erlanger, un banquero de París. El trabajo fue completado con éxito, a pesar de las dificultades. Como novedad, previamente se realizó una serie de fotografías de las pinturas, que sirvieron como guía en el traslado a lienzo. El fotógrafo J. Laurent, en el año 1874, obtuvo una completa serie de negativos en el interior de la casa, cincuenta años después de la marcha de Goya a Francia. Martínez Cubells intervino en unas pinturas —que según las fotografías de Laurent— presentaban importantes deterioros, como grandes grietas, arrastres de color, repintes y faltas rellenadas con yeso. 
Como decorador destacó su participación en la ornamentación de la iglesia de San Francisco el Grande de Madrid, en la que siguió las directrices de Carlos Luis Ribera.
Su hijo, Enrique Martínez Cubells, también se dedicó a la pintura.